# Властимир Дискић
Властимир Дискић (Лесковац, 15. септембар 1929.) био је српски сликар.

## Биографија
Властимир Дискић је дипломирао на Факултету ликовних уметности у Београду. Студијски је боравио у Италији, када је са групом италијанских сликара излагао у Риму 1960. Излагао је и у Фиренци 1966. и 1967.  Самосталну изложбу имао је у Београду 1963. и 1968. Излагао је на бројним самосталним изложбама УЛУС-а.